# 다윗 왕조
다윗 왕조(히브리어: בית דוד)는 성경에 등장하는 인물인 다윗을 시조로 하는 왕가이다. 다윗의 후손에 대해서는 구약 성경과 유대교 전승에 관련 기록이 있다.
구약성경에 따르면, 유다 지파 출신의 다윗은 사울의 아들 이스보셋이 통일 이스라엘 왕국의 두 번째 왕으로 즉위한 후 그와 오랜 기간 갈등을 겪었다. 이 과정에서 유대인의 신인 야훼는 예언자 사무엘을 보내 다윗에게 기름을 부어 이스라엘의 진정한 왕으로 삼았다. 이후 이스보셋이 자신의 군대 장수들에 의해 암살되면서, 다윗은 기원전 1010년경 공식적으로 왕위에 올라 사울 왕조를 대체하고 이스라엘의 세 번째 왕이 되었다. 이후 다윗은 밧세바와의 사이에서 태어난 아들 솔로몬에게 왕위를 계승하였다.
그러나 솔로몬이 사망한 후, 이스라엘 열두 지파 중 대부분이 다윗 왕조를 거부하였으며, 유다 지파와 베냐민 지파만이 다윗 계열에 충성을 유지하였다. 반란 세력은 여로보암을 왕으로 세워 북부에 이스라엘 왕국을 형성하였고, 다윗 왕조에 남은 자들은 솔로몬의 아들 르호보암을 왕으로 삼아 남부에 유다 왕국을 유지하였다.
여로보암의 반란이 성공하면서 이스라엘 왕국은 다윗 왕조와 단절되었으며, 이후 유다 왕국의 왕들만이 다윗 계열에 속했다. 다만 아달랴는 유일하게 이방 혈통으로 다윗의 후손이 아닌 유다 왕이었다.
기원전 587년경 바빌론 제국의 예루살렘 포위 이후, 솔로몬 성전이 파괴되었고 유다 왕국은 신바빌로니아 제국에 의해 멸망하였다. 그로부터 약 450년 후, 하슈모나이 왕조가 유다 왕국 멸망 이후 최초로 유대인들의 독립 왕국을 세웠지만, 이는 다윗 계열이나 유다 지파와는 관련이 없었다.
유대교의 종말론에 따르면, 다윗의 부계 혈통을 잇는 메시아가 유대인의 왕이 될 것이며, 메시아 시대와 올 세상에서 유대 민족을 다스릴 것으로 기대된다.

## 같이 보기
- 이스라엘 왕국
- 유다 왕국
- 북이스라엘 왕국